# Yana Kudriávtseva
Yana Alekséyevna Kudriávtseva  (en ruso Я́на Алексе́евна Кудря́вцева) (Moscú; 30 de septiembre de 1997) es una ex gimnasta rítmica rusa, subcampeona olímpica en Río 2016.
Es una de las cuatro gimnastas rítmicas que ha sido 3 veces campeona mundial en el concurso general (también lo fueron María Gigova, María Petrova y Yevguéniya Kanáyeva), siendo únicamente superadas por los 4 títulos de Dina Averina. Es además la gimnasta más joven que ha ganado el título mundial en la general (a los 15 años de edad).

## Biografía deportiva

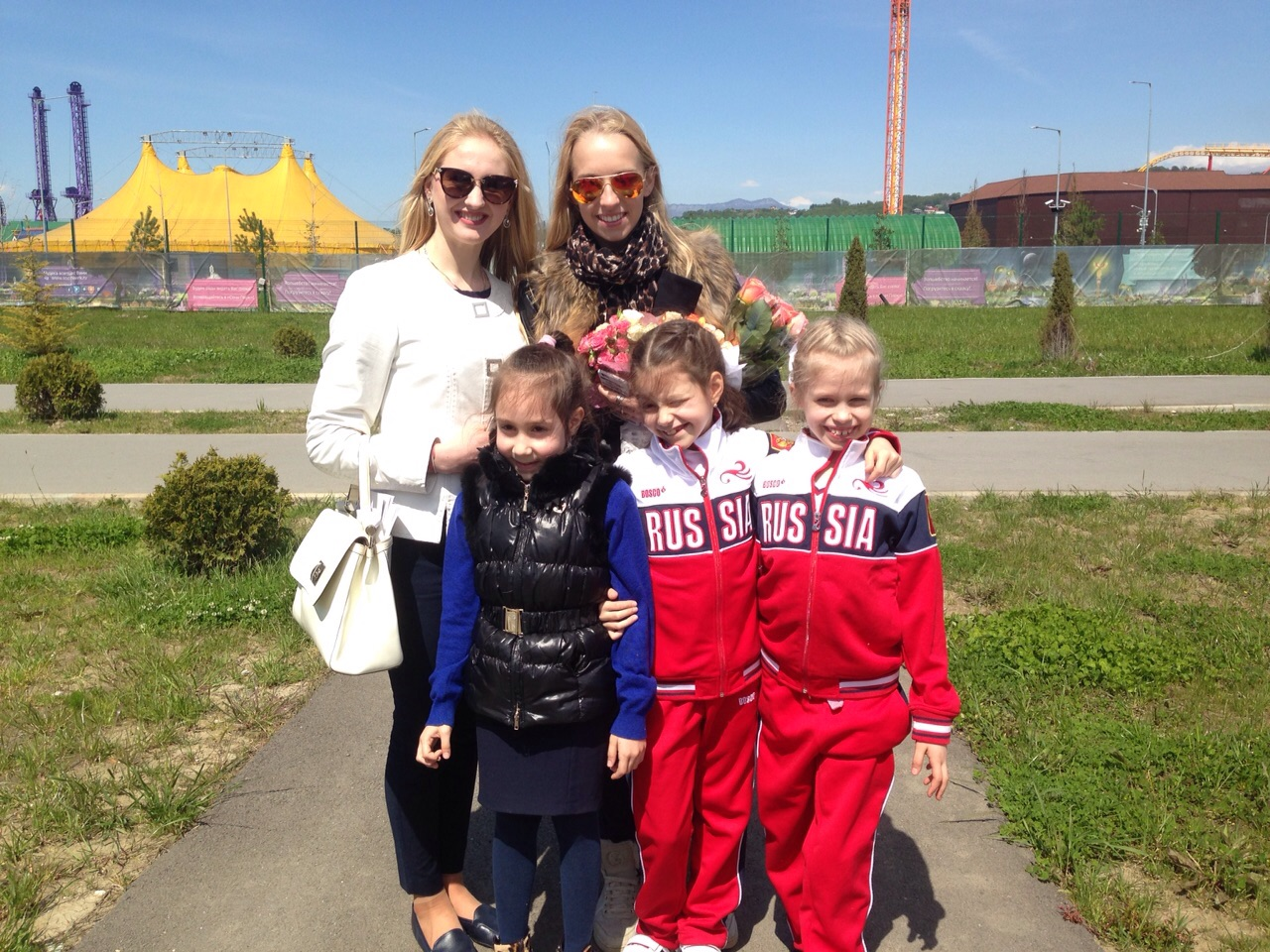
Encuentro amistoso de las gimnastas de la escuela con Yana Kudryavtseva. Parque Olímpico, Sochi. 23 de abril de 2015.

Empezó a practicar este deporte a la corta edad de cuatro años. Su padre la llevó a clases de gimnasia para mejorar su postura corporal, la flexibilidad y su forma corporal. Su primera aparición internacional fue cuando competía como júnior en el campeonato internacional de gimnasia rítmica juvenil, en Finlandia 2007. El padre de la gimnasta, Aleksey Kudryavtsev fue un nadador de élite y ganó una medalla olímpica de oro en los Juegos Olímpicos de Barcelona 1992 en estilo libre. Su madre, Viktoriia Kharitonova, la llama el "Ángel con Alas de Hierro", similar a una bailarina de un joyero, pues dice que cuando actúa tiene una constitución irrompible y una fuerte voluntad. Yana tiene una hermana menor llamada Anna. En el gimnasio era conocida con el apodo de Estatuilla de Cristal.
A pesar de haber alcanzado tantas victorias a temprana edad, en 2013 Kudryavtseva hablaba de su éxito de la siguiente forma: "No puedo decir que haya logrado mucho, como Irina Víner dice: Cuando estás en el podio de la victoria, eres una reina, pero cuando bajas de él, no eres nadie". "No puedes estar demasiado orgulloso de ti mismo. Soy como mis compañeras de equipo, todas somos iguales".
Fue una de las finalistas para los Premios 2015 de SportAccord en la categoría Deportista del Año. El 19 de junio de 2015 rompió su propio récord en la edición inaugural de los Juegos Europeos con una puntuación de 76.100 puntos. En el Campeonato Mundial, celebrado el mismo año, Kudryavtseva batió por cuarta vez su propio récord.

### Retirada de la gimnasia
El 28 de noviembre de 2016, Irina Víner anunció la retirada de Yana con tan solo 19 años de edad debido a una lesión en la pierna.

## Vida personal
El 4 de octubre de 2018 anunció a través de Instagram que estaba embarazada de su novio Dmitry. El 25 de diciembre de 2018 nació su primera hija, Eva.[cita requerida]